# Anna d'Àustria (reina d'Espanya)
Anna d'Àustria (Cigales, 1 de novembre de 1549 - Badajoz, 26 d'octubre de 1580) coneguda com a Anna de Bohèmia fins a l'ascens dels seus pares al tron imperial, fou una princesa del Sacre Imperi, arxiduquessa d'Àustria, princesa d'Hongria i de Bohèmia amb el doble tractament d'altesa reial i imperial. Fou monarca consort d'Espanya (1570-1580) pel matrimoni amb el seu oncle Felip II de Castella, del qual en fou la quarta i darrera esposa, donant a llum a l'hereu de la monarquia, Felip III. El 1580 esdevingué la primera reina consort de Portugal durant l'etapa de la dinastia dels Habsburg.

## Aspecte
Hi ha una descripció d'Anna per l'ambaixador espanyol, el comte de Luna, a la cort imperial quan la princesa compta dotze anys, i s'estava negociant el seu matrimoni amb el príncep d'Astúries Carles:
| «                                | (castellà) La relación que de la ynfanta Ana puedo hacer es muy buena, porque, a lo que a mí parece, no hay más que pedir, porque de su edad tiene muy buen entendimiento y gran reposo; es muy devota y tienen la mejor condición que se puede pedir; tiene linda disposición y será grande, porque agora lo está, y crece mucho, que parece de quince o dieciséis años; tiene arto buen gesto; tiénela su madre muy bien criada; no se aparta della, y así ella y el rey la adoran y quiere más que a los otros; y es cierto que a mi parecer no se pueden desear mejores prendas... | (català) La relació que puc fer de la infanta Anna és molt bona, perquè, al meu parer, no es pot demanar més, perquè per la seva edat té molt bon enteniment i gran repòs; és molt devota i té la millor condició que es pot demanar; té bona disposició i serà gran, perquè ara ho és, i creix molt, que sembla de quinze o setze anys; té molt bon gest; la seva mare la té molt ben criada; no s'aparta d'ella, així ella i el rei l'adoren i l'estimen més que a la resta; i és cert que al meu parer no es poden desitjar millors qualitats... | » |
| — Extret de: Nadal, 1944, p. 267 | | |   |

D'aquesta descripció se'n pot extreure que Anna era físicament alta, amb un rostre bonic, i amb un creixement una mica prematur; de caràcter era seriosa, tranquil·la, piadosa, així com una gran devota, tant com la seva mare, fruit de l'educació que aquesta li procurà —preocupada per possibles contactes amb les confessions protestants a Alemanya. Segons l'ambaixador espanyol, entre tots els fills dels emperadors, tant de Maximilià com de Maria, Anna n'era la preferida. D'altra banda, fou també una jove desimbolta, conscient de quin era el seu paper, però amb caràcter i activa en allò que la concernia, per exemple, en voler ser reina d'Espanya i oposar-se frontalment a casar-se amb el rei de França, tot i les negociacions que van existir al respecte.

## Orígens familiars

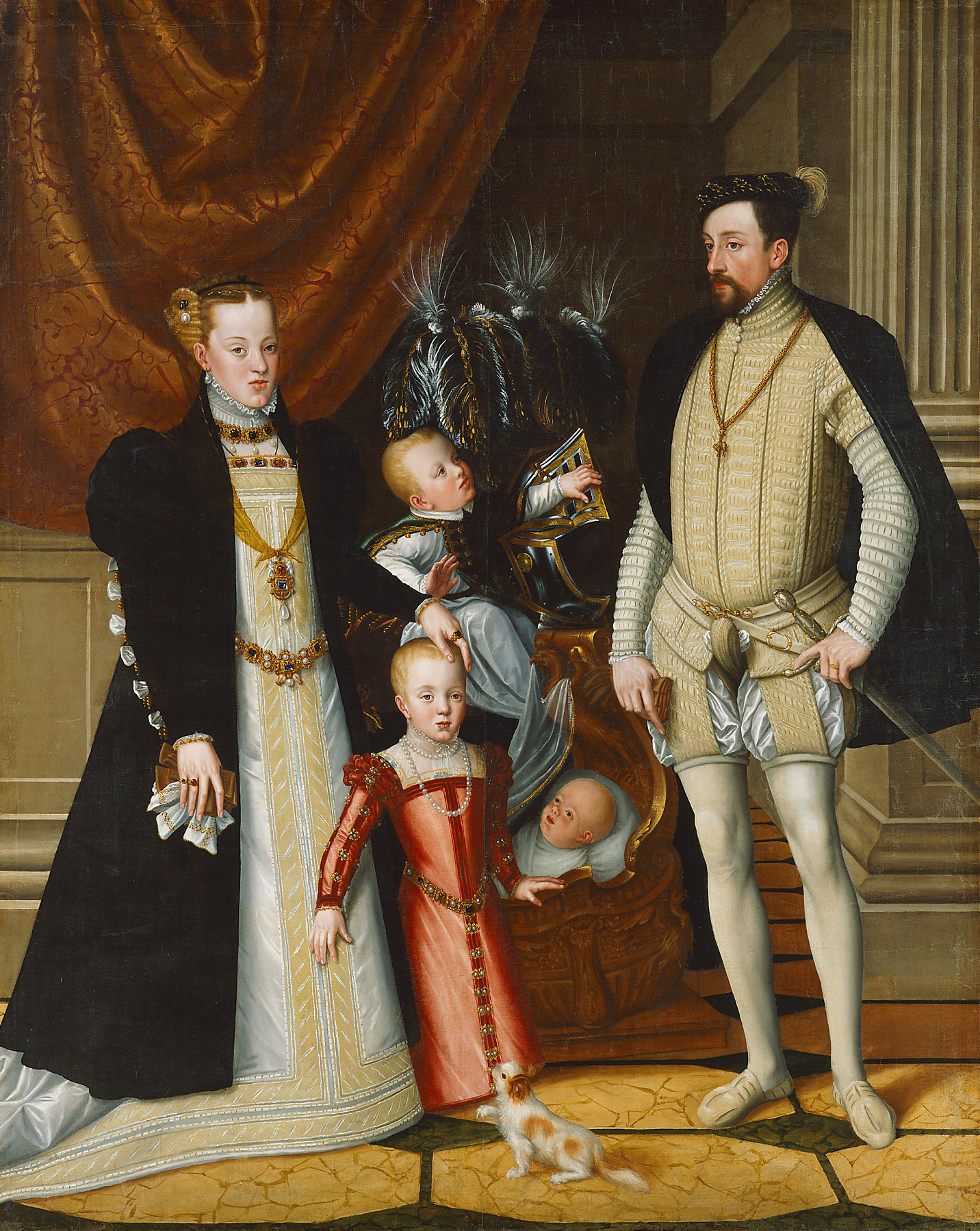
Els emperadors Maximilià II i Maria d'Àustria amb Anna de petita al centre i a baix, i a dalt els seus germans Rodolf i Ernest. Quadre de Giuseppe Arcimboldo (c.1563).

Nascuda en terres castellanes, va néixer l'1 de novembre de 1549 a la població de Cigales, prop de la ciutat de Valladolid. Fou la filla primogènita de l'emperador Maximilià II  i la seva esposa Maria d'Àustria, filla de l'emperador Carles V. La raó del naixement d'Anna a Castella és accidental, els seus pares, que llavors encara no eren emperadors sinó reis de Bohèmia —títol que havia cedit Ferran I al seu fill en casar-se— van quedar com a regents dels regnes peninsulars, durant l'absència de Carles V i del futur Felip II, llavors príncep d'Astúries, que es trobava realitzant un viatge per Itàlia, Alemanya i Flandes.
Descendia doblement dels Habsburg: per línia paterna era neta de l'emperador Ferran I  i de la reina Anna d'Hongria; per línia materna descendia de l'emperador Carles V, germà de Ferran I, i d'Isabel de Portugal. Per les dues línies, descendia de Joana la Boja i de Felip el Formós. Fou germana dels emperadors Rodolf II i Maties I.

## Infància
Són escasses les referències a la infància d'Anna. L'octubre de 1551, tan aviat com Carles V tornà a la península, Maximilià, al qual no li agradava Espanya, va marxar cap a Bohèmia. El més probable és que passés aquesta etapa a la cort dels pares, a cavall de Praga i de Viena, rodejada dels seus germans menors. Va tenir una bona educació, disposada per Maria d'Àustria, la qual va intentar que s'estimés la seva pàtria d'origen i, altrament, hi ha qui diu que Anna parlava el castellà en la intimitat amb la seva mare. Tanmateix, estigué dirigida a l'adquisició d'una conducta cristiana i altres menesters necessaris per a ser una bona mare. El resultat fou que Anna esdevingué una catòlica devota, tal com ho eren els seus familiars.

## Matrimoni i descendència
Estigué promesa primerament amb el príncep d'Astúries, Carles, primogènit de Felip II de Castella, un matrimoni inviable quan aquest fou tancat a la seva cambra i, finalment, amb la mort d'aquest el 1568. Després de la mort del seu promès, Anna fou pretesa pel rei de França. No obstant això, amb la mort d'Isabel de Valois, i la falta d'un hereu per a la monarquia, Felip II va proposar-se casar-se de nou, i es mostrà indecís si casar-se amb Anna, la seva neboda, o bé amb la germana de la difunta Isabel, Margarida de Valois. Probablement inclinat per Anna per motius polítics, i no pas sentimentals, Felip es decantà per Anna; França vivia moments d'enfrontament intern entre catòlics i protestants, hagués esdevingut un aliat poc útil, i l'emperador Maximilià II podia proporcionar protecció als Països Baixos i a Itàlia.
El 1569 Felip II l'havia escollida com a candidata a casar-s'hi, però l'any següent encara no s'havien casat. Les corts de Castella, reunides a Còrdova el 1570, instaren al monarca a no perdre temps i casar-se. Felip II va donar poders a l'arxiduc Carles els poders per dur a terme el casament, i va donar ordres perquè la reina iniciés el seu viatge fins a la península. El 4 de maig d'aquell any es va realitzar el matrimoni per poders al castell de Praga.
Poc després, la reina va sortir cap a Flandes, on l'esperava el duc d'Alba. Des d'allà va embarcar cap a Espanya el 26 de setembre de 1570, amb un viatge calmat que va permetre arribar a Santander en nou dies, el 3 d'octubre. Allà l'esperaven el cardenal i arquebisbe de Sevilla Juan de Zúñiga i el duc de Béjar Francisco de Zúñiga, que l'acompanyaren fins a Segòvia, on es va dur a terme la cerimònia matrimonial de presència el 12 de novembre. D'aquesta unió nasqueren:
- Ferran (1571-1578)
- Carles Llorenç (1573-1575)
- Dídac Fèlix (1575-1582)
- Felip (1578-1621)
- Maria (1580-1583)

## Mort
Per preparar les tropes per dur a terme la intervenció a Portugal, per tal que Felip II obtingués el tron d'aquest regne, la família reial i la cort es trasllada a Badajoz. L'inici de la campanya, comandada pel duc d'Alba, fou d'èxit, però a finals d'any, una epidèmia de grip ocupa la ciutat i el rei cau malalt, i queda molt afeblit. Es van fer preparatius perquè, en cas que morís, la reina entrés a Portugal amb el príncep Dídac i el proclamés rei; Felip redactà el seu testament, i deixà preparat com a possibilitat la formació consell de regència, però que, tanmateix, no seria dirigit per la seva esposa, quelcom que va ofendre a Anna.
No obstant això, el rei no va morir sinó, ans al contrari, va recuperar-se totalment i seria la reina que emmalalteix, probablement encomanada de la grip del seu marit, i va morir ràpidament afectada per la malaltia, el 26 d'octubre de 1580 a la ciutat de Badajoz. Felip va manar ràpidament que es procedís el trasllat del seu cos al Monestir de l'Escorial, sota custòdia dels bisbes de Badajoz, de Còrdova i d'Osma fins que la reina fos depositada en el podrimener. La comitiva fúnebre s'aturà a Talavera de la Reina, on s'uní el cardenal Gaspar de Quiroga fins a arribar a El Escorial.

## Ancestres
|  |                                                 |  |  |  |  |  |  |  |  |  |  |  |  |  |  |  |
|  | 16. Maximilià I del Sacre Imperi Romanogermànic |  |  |  |  |  |  |  |  |  |  |  |  |  |  |  |
|  |                                                 |  |  |  |  |  |  |  |  |  |  |  |  |  |  |  |
|  |                                                 |  |  |  |  |  |  |  |  |  |  |  |  |  |  |  |
|  | 8. Felip I de Castella                          |  |  |  |  |  |  |  |  |  |  |  |  |  |  |  |
|  |                                                 |  |  |  |  |  |  |  |  |  |  |  |  |  |  |  |
|  |                                                 |  |  |  |  |  |  |  |  |  |  |  |  |  |  |  |
|  | 17. Maria de Borgonya                           |  |  |  |  |  |  |  |  |  |  |  |  |  |  |  |
|  |                                                 |  |  |  |  |  |  |  |  |  |  |  |  |  |  |  |
|  |                                                 |  |  |  |  |  |  |  |  |  |  |  |  |  |  |  |
|  | 4. Ferran I del Sacre Imperi Romanogermànic     |  |  |  |  |  |  |  |  |  |  |  |  |  |  |  |
|  |                                                 |  |  |  |  |  |  |  |  |  |  |  |  |  |  |  |
|  |                                                 |  |  |  |  |  |  |  |  |  |  |  |  |  |  |  |
|  | 18. Ferran II d'Aragó                           |  |  |  |  |  |  |  |  |  |  |  |  |  |  |  |
|  |                                                 |  |  |  |  |  |  |  |  |  |  |  |  |  |  |  |
|  |                                                 |  |  |  |  |  |  |  |  |  |  |  |  |  |  |  |
|  | 9. Joana I de Castella                          |  |  |  |  |  |  |  |  |  |  |  |  |  |  |  |
|  |                                                 |  |  |  |  |  |  |  |  |  |  |  |  |  |  |  |
|  |                                                 |  |  |  |  |  |  |  |  |  |  |  |  |  |  |  |
|  | 19. Isabel I de Castella                        |  |  |  |  |  |  |  |  |  |  |  |  |  |  |  |
|  |                                                 |  |  |  |  |  |  |  |  |  |  |  |  |  |  |  |
|  |                                                 |  |  |  |  |  |  |  |  |  |  |  |  |  |  |  |
|  | 2. Maximilià II del Sacre Imperi Romanogermànic |  |  |  |  |  |  |  |  |  |  |  |  |  |  |  |
|  |                                                 |  |  |  |  |  |  |  |  |  |  |  |  |  |  |  |
|  |                                                 |  |  |  |  |  |  |  |  |  |  |  |  |  |  |  |
|  | 20. Casimir IV Jagelló                          |  |  |  |  |  |  |  |  |  |  |  |  |  |  |  |
|  |                                                 |  |  |  |  |  |  |  |  |  |  |  |  |  |  |  |
|  |                                                 |  |  |  |  |  |  |  |  |  |  |  |  |  |  |  |
|  | 10. Vladislau II de Bohèmia                     |  |  |  |  |  |  |  |  |  |  |  |  |  |  |  |
|  |                                                 |  |  |  |  |  |  |  |  |  |  |  |  |  |  |  |
|  |                                                 |  |  |  |  |  |  |  |  |  |  |  |  |  |  |  |
|  | 21. Elisabet d'Àustria                          |  |  |  |  |  |  |  |  |  |  |  |  |  |  |  |
|  |                                                 |  |  |  |  |  |  |  |  |  |  |  |  |  |  |  |
|  |                                                 |  |  |  |  |  |  |  |  |  |  |  |  |  |  |  |
|  | 5. Anna d'Hongria                               |  |  |  |  |  |  |  |  |  |  |  |  |  |  |  |
|  |                                                 |  |  |  |  |  |  |  |  |  |  |  |  |  |  |  |
|  |                                                 |  |  |  |  |  |  |  |  |  |  |  |  |  |  |  |
|  | 22. Gastó II de Candale                         |  |  |  |  |  |  |  |  |  |  |  |  |  |  |  |
|  |                                                 |  |  |  |  |  |  |  |  |  |  |  |  |  |  |  |
|  |                                                 |  |  |  |  |  |  |  |  |  |  |  |  |  |  |  |
|  | 11. Anna de Candale                             |  |  |  |  |  |  |  |  |  |  |  |  |  |  |  |
|  |                                                 |  |  |  |  |  |  |  |  |  |  |  |  |  |  |  |
|  |                                                 |  |  |  |  |  |  |  |  |  |  |  |  |  |  |  |
|  | 23. Caterina de Foix                            |  |  |  |  |  |  |  |  |  |  |  |  |  |  |  |
|  |                                                 |  |  |  |  |  |  |  |  |  |  |  |  |  |  |  |
|  |                                                 |  |  |  |  |  |  |  |  |  |  |  |  |  |  |  |
|  | 1. Anna d'Àustria                               |  |  |  |  |  |  |  |  |  |  |  |  |  |  |  |
|  |                                                 |  |  |  |  |  |  |  |  |  |  |  |  |  |  |  |
|  |                                                 |  |  |  |  |  |  |  |  |  |  |  |  |  |  |  |
|  | 24. Maximilià I del Sacre Imperi Romanogermànic |  |  |  |  |  |  |  |  |  |  |  |  |  |  |  |
|  |                                                 |  |  |  |  |  |  |  |  |  |  |  |  |  |  |  |
|  |                                                 |  |  |  |  |  |  |  |  |  |  |  |  |  |  |  |
|  | 12. Felip I de Castella                         |  |  |  |  |  |  |  |  |  |  |  |  |  |  |  |
|  |                                                 |  |  |  |  |  |  |  |  |  |  |  |  |  |  |  |
|  |                                                 |  |  |  |  |  |  |  |  |  |  |  |  |  |  |  |
|  | 25. Maria de Borgonya                           |  |  |  |  |  |  |  |  |  |  |  |  |  |  |  |
|  |                                                 |  |  |  |  |  |  |  |  |  |  |  |  |  |  |  |
|  |                                                 |  |  |  |  |  |  |  |  |  |  |  |  |  |  |  |
|  | 6. Carles V del Sacre Imperi Romanogermànic     |  |  |  |  |  |  |  |  |  |  |  |  |  |  |  |
|  |                                                 |  |  |  |  |  |  |  |  |  |  |  |  |  |  |  |
|  |                                                 |  |  |  |  |  |  |  |  |  |  |  |  |  |  |  |
|  | 26. Ferran II d'Aragó                           |  |  |  |  |  |  |  |  |  |  |  |  |  |  |  |
|  |                                                 |  |  |  |  |  |  |  |  |  |  |  |  |  |  |  |
|  |                                                 |  |  |  |  |  |  |  |  |  |  |  |  |  |  |  |
|  | 13. Joana I de Castella                         |  |  |  |  |  |  |  |  |  |  |  |  |  |  |  |
|  |                                                 |  |  |  |  |  |  |  |  |  |  |  |  |  |  |  |
|  |                                                 |  |  |  |  |  |  |  |  |  |  |  |  |  |  |  |
|  | 27. Isabel I de Castella                        |  |  |  |  |  |  |  |  |  |  |  |  |  |  |  |
|  |                                                 |  |  |  |  |  |  |  |  |  |  |  |  |  |  |  |
|  |                                                 |  |  |  |  |  |  |  |  |  |  |  |  |  |  |  |
|  | 3. Maria d'Espanya                              |  |  |  |  |  |  |  |  |  |  |  |  |  |  |  |
|  |                                                 |  |  |  |  |  |  |  |  |  |  |  |  |  |  |  |
|  |                                                 |  |  |  |  |  |  |  |  |  |  |  |  |  |  |  |
|  | 28. Manuel de Portugal                          |  |  |  |  |  |  |  |  |  |  |  |  |  |  |  |
|  |                                                 |  |  |  |  |  |  |  |  |  |  |  |  |  |  |  |
|  |                                                 |  |  |  |  |  |  |  |  |  |  |  |  |  |  |  |
|  | 14. Manuel I de Portugal                        |  |  |  |  |  |  |  |  |  |  |  |  |  |  |  |
|  |                                                 |  |  |  |  |  |  |  |  |  |  |  |  |  |  |  |
|  |                                                 |  |  |  |  |  |  |  |  |  |  |  |  |  |  |  |
|  | 29. Beatriu de Portugal                         |  |  |  |  |  |  |  |  |  |  |  |  |  |  |  |
|  |                                                 |  |  |  |  |  |  |  |  |  |  |  |  |  |  |  |
|  |                                                 |  |  |  |  |  |  |  |  |  |  |  |  |  |  |  |
|  | 7. Isabel de Portugal                           |  |  |  |  |  |  |  |  |  |  |  |  |  |  |  |
|  |                                                 |  |  |  |  |  |  |  |  |  |  |  |  |  |  |  |
|  |                                                 |  |  |  |  |  |  |  |  |  |  |  |  |  |  |  |
|  | 30. Ferran II d'Aragó                           |  |  |  |  |  |  |  |  |  |  |  |  |  |  |  |
|  |                                                 |  |  |  |  |  |  |  |  |  |  |  |  |  |  |  |
|  |                                                 |  |  |  |  |  |  |  |  |  |  |  |  |  |  |  |
|  | 15. Maria d'Aragó                               |  |  |  |  |  |  |  |  |  |  |  |  |  |  |  |
|  |                                                 |  |  |  |  |  |  |  |  |  |  |  |  |  |  |  |
|  |                                                 |  |  |  |  |  |  |  |  |  |  |  |  |  |  |  |
|  | 31. Isabel I de Castella                        |  |  |  |  |  |  |  |  |  |  |  |  |  |  |  |
|  |                                                 |  |  |  |  |  |  |  |  |  |  |  |  |  |  |  |
|  |                                                 |  |  |  |  |  |  |  |  |  |  |  |  |  |  |  |